# Погорелов, Лев Николаевич
Лев Никола́евич Погоре́лов (род. 27 июня 1929, г. Очаков, Николаевская область — 27 декабря 2010) — белорусский архитектор. Заслуженный архитектор БССР (1973). Действительный член Белорусской академии архитектуры (1999).

## Биография
В 1954 году окончил с отличием архитектурный факультет Одесского инженерно-строительного института.
По распределению направлен в город Минск, где в 1954-1991 годах работал в институте «Минскпроект» (с 1964 года руководитель архитектурно-конструкторской мастерской).
В 1991 году по возрасту ушел на пенсию.
В 1993-2002 годах возглавлял персональную творческую архитектурную мастерскую при Союзе архитекторов Белоруссии.
С 1996 года директор проектного предприятия «Творческая мастерская заслуженного архитектора Л. Н. Погорелова».
В 1960 году вступил в Союз архитекторов Белоруссии, членский билет № 81.

## Творчество

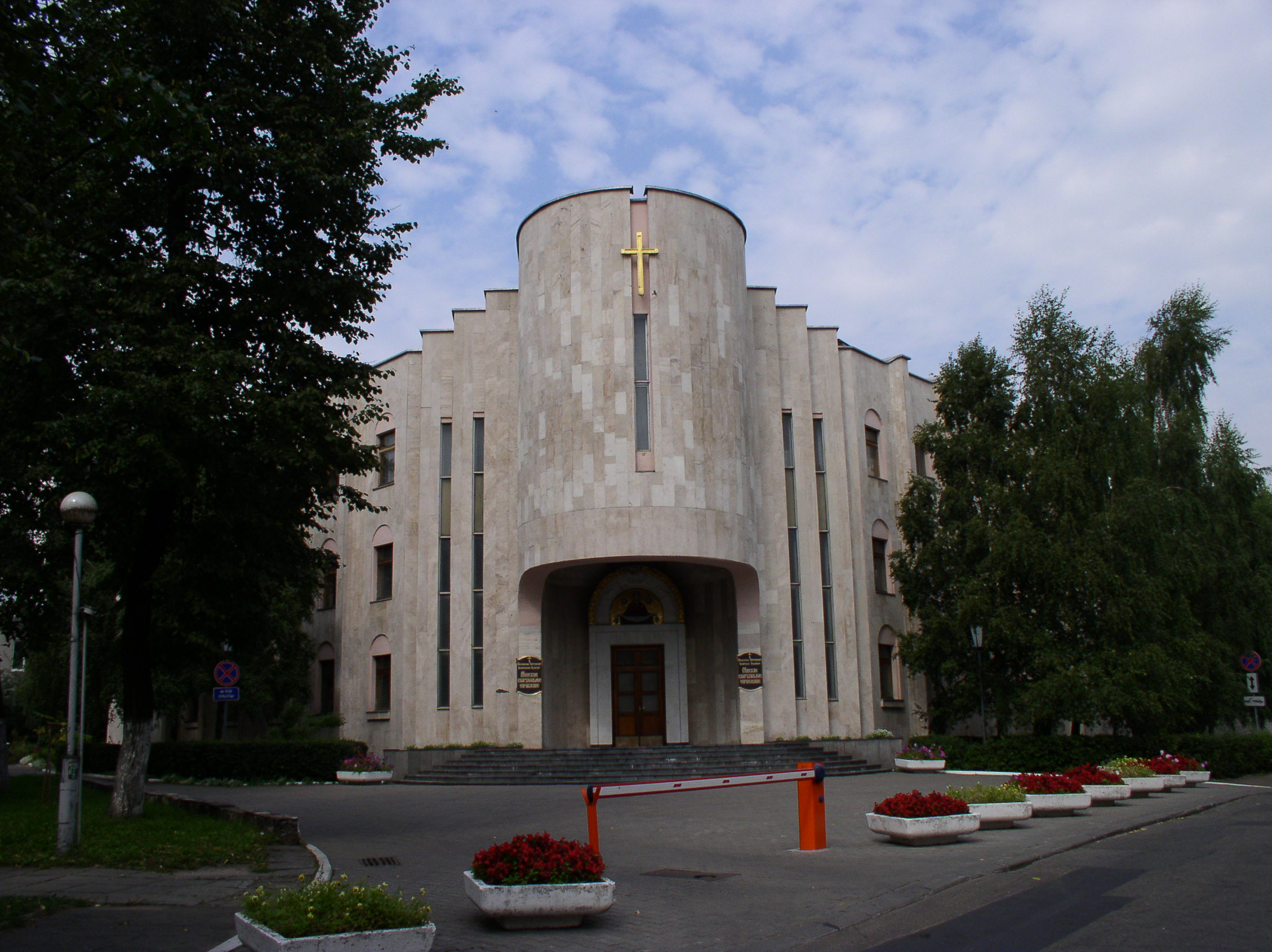
Здание Епархиального управления БПЦ по улице Освобождения (Минск). Освобождения

Основные работы (в Минскв): жилые дома по улицам Козлова, Енисейской, Апанского, Серафимовича, Партизанском проспекте, в микрорайоне Чижовка (1960-1970-е гг., Танковая улица (Минск, в соавторстве), Омский переулок (Минск), Велозаводская площадь, мосты через реку Свислочь:
- мост через Свислочь (Минск, Октябрьская улица) и
- мост через Свислочь (Минск, Аранская улица) (1962),

а также:
- гостиница «Турист» (1972),
- здания Центрального научно–исследовательский и проектно–технологический институт организации и техники управления Центрального научно-исследовательского и проектно-технологического института организации и техники управления по Партизанскому проспекту (1973, в соавторстве),
- института «Минскпроект» (улица Берсона, Минск) (1975),
- Гостиница «Октябрьская» по ул. Кирова (1980),
- Минский Автовокзал «Восточный» (1983, в соавторстве),
- здание Епархиального управления БПЦ по улице Освобождения (Минск) (1984, в соавторстве)[1],
- станции метрополитена (обе в соавторстве):
  - «Московская» (1984, премия СМ СССР 1987 год) и
  - «Пролетарская» (1990 год),
- 22-этажная гостиница «Беларусь» с рестораном на 500 мест,
- Дом политического просвещения (Минск) — сейчас киноконцертный зал «Минск» (оба 1987, в соавторстве),
- Дом милосердия по Староборисовскому тракту (2002)[1],
- предприятие «Онегин» по Партизанскому проспекту,
- корпус спортивных занятий архитектурно-строительного техникума,
- храм-памятник «В честь Всех Святых и в память безвинно убиенных в Отечестве нашем»,
- Здание Минского областного комитета КПБ по ул. Кирова (Минск),
- ряд жилых домов со встроенными магазинами в первых этажах,
- Дворец бракосочетаний по ул. Коммунистической,
- главный корпус 2-й клинической больницы Минска по ул. Ленина
- и других.

## Награды
- Заслуженный архитектор БССР (1973),
- лауреат премии Совета Министров СССР (1987),
- лауреат почётного приза «Зодчий Беларуси» (2008),
- награжден Почётными грамотами:
  - Минского обкома КП БССР (1967),
  - президиума Белорусского республиканского совета профсоюзов (1972),
  - Президиума Верховного Совета БССР (1982),
  - Госстроя БССР (1988-1989),
  - Минского горкома КПБ и Мингорисполкома (1989),
  - Министерства архитектуры и строительства (1999),
  - Белорусской академии архитектуры (1999),

а также:
- грамотой во имя святого равноапостольного великого Князя Владимира (1985),
- Патриаршей грамотой (1998);

медалями:
- «За доблестный труд» (1970),
- «Ветеран труда» (1986),
- серебряной медалью ВДНХ СССР (1983);

и орденом Преподобного Сергия Радонежского III в. (2002).